# Crocant

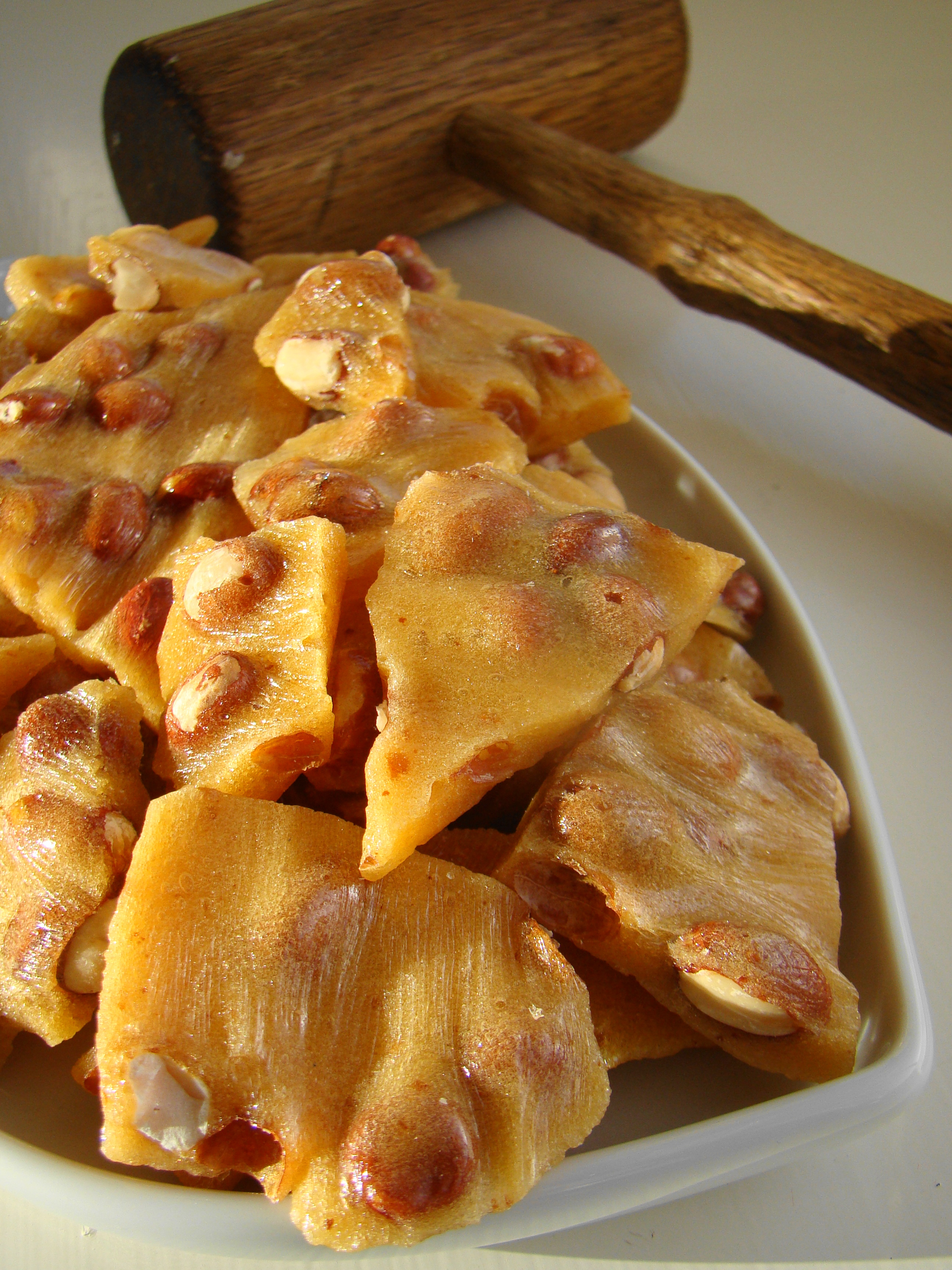
Crocant daurat de cacauet trencat en un plat.

El crocant és un tipus de llaminadura, normalment molt dura i trencadissa, que consisteix en trossos plans de caramel dur de sucre amb fruita seca incrustada, com pacanes i ametlles, si bé també pot emprar-se alguns llegums, com el cacauet.
Va ser inventat a la dècada del 1850 pel confiter Louis-Jules Bourumeau, a Nevers, esdevenint un símbol de la ciutat. Hi ha antecedents i variacions arreu del món, també amb ingredients diferents.

## Preparació
S'escalfa una mescla d'aigua i sucre fins al punt de caramel (aproximadament 155 °C), barrejant-se la fruita seca amb el sucre caramel·litzat. En aquest moment s'afegeixen espècies, gasificants i sovint llard de cacauet o mantega. S'aboca la mescla sobre una superfície plana, normalment una llosa de granit o marbre, per a refredar-la. El caramel calent s'aplana per a obtenir un gruix uniforme. Quan el crocant es refreda, es trenca en trossos.